# Возлюбленная (картина)
«Возлюбленная» (Невеста)» — картина английского художника-прерафаэлита Данте Габриэля Россетти, созданная в 1865—1866 годы. В настоящее время картина находится в галерее Тейт.

## Информация о картине
Работа является иллюстрацией к библейской Песни песней Соломона. На раме высечены две строки из этого произведения:
 Возлюбленный мой принадлежит мне, а я ему (2:16)
 и 
Да лобзает он меня лобзанием уст своих! Ибо ласки твои лучше вина. (1:2)
На картине невеста приоткрывает вуаль фаты, рядом с ней находятся четыре девушки и африканский мальчик-паж. При работе над «Возлюбленной» Россетти вдохновлялся произведениями Эдуарда Мане, в частности «Олимпией», создававшейся в том же году (в частности, эта работа навела его на создание сильного контраста между яркими волосами и чертами невесты, остальными девушками на картине и мальчиком), а также работами Тициана.
Моделью для образа «невесты» стала натурщица Мария Форд, моделью слева от главной героини стала натурщица Элен Смит.
Украшение на голове невесты — перувианское, а платье — японское; фата также изображена созданной из экзотических тканей, но девушка сохранила восточно-европейские черты лица.
Россетти закончил картину в 1866 году, но в течение жизни продолжал вносить на холст некоторые изменения.
«Самые сильные чары и самые живые воспоминания передаются ценителю красоты через женский взгляд», — отмечал Фредерик Майерс в эссе «Россетти и религия Красоты» (1883).
В 2013 году картина из Галереи Тейт экспонировалась в Москве в ГМИИ имени А. С. Пушкина на выставке «Прерафаэлиты. Викторианский авангард».